# Kyrgyzská autonomní sovětská socialistická republika (1926–1936)
Kyrgyzská autonomní sovětská socialistická republika (Kyrgyzská ASSR) byla autonomní republikou Ruské sovětské federativní socialistické republiky v rámci Sovětského svazu na území dnešního Kyrgyzstánu. Státní útvar existoval od 1. února 1926 do 4. prosince 1936. Hlavním městem bylo Frunze, dnešní Biškek. 
Stejné jméno „Kyrgyzská ASSR“ nesla původně v letech 1920–1925 Kazašská ASSR na území dnešního Kazachstánu.

## Historie
14. října 1924 byla ve středoasijské části sovětského Ruska vytvořena Kara-Kyrgyzská autonomní oblast, o rok později přejmenovaná na Kyrgyzská autonomní oblast. 1. února 1926 oblast získala statut autonomní sovětské socialistické republiky. Hlavní město Pišpek bylo přejmenováno na Frunze podle velitele Rudé armády, místního rodáka Michaila Frunzeho († 1925).
Přijetím stalinské Ústavy SSSR roku 1936 byla povýšena na svazovou republiku, čímž vznikla Kyrgyzská sovětská socialistická republika.